# Dīmītrios Sounas
Dīmītrios Sounas (in greco: Δημήτριος Σουνάς; Chalkidiki, 12 agosto 1994) è un calciatore greco, centrocampista dell'Avellino.

## Carriera

### Club
Cresce nelle giovanili dell'Arīs Salonicco, con cui esordisce in prima squadra nel 2012 nella sfida in trasferta con il Paniōnios, persa 1-0. Il primo gol in campionato arriva il 1º dicembre nell'1-1 casalingo contro l'Atromītos. Rimane all'Aris 3 stagioni, non venendo mai utilizzato nell'ultima, raccogliendo 40 apparizioni e 2 gol.
Dopo essere rimasto fermo per 4 mesi, nel gennaio 2016 firma con l'Apollōn Smyrnīs, in Football League, la seconda divisione greca. Gioca la sua prima partita il 16 gennaio nella vittoria per 3-1 sul campo dell'Anagennīsī Karditsa. Chiude la stagione con 13 presenze.
Nel luglio 2016 si trasferisce in Italia, al Monopoli, in Lega Pro. Esordisce il 7 agosto 2016 nella vittoria casalinga per 2-0 contro il Catanzaro. Il 28 agosto debutta in campionato nella sconfitta per 2-1 in casa contro il Lecce.
Il 2 luglio 2019, agli inizi del calciomercato, viene acquistato a titolo definitivo dalla Reggina. Esordisce con la maglia amaranto il 6 agosto nella partita valevole per il  primo turno di Coppa Italia contro il Vicenza vinta 3-2 dai calabresi e siglando il suo primo gol in maglia amaranto. Mentre in campionato fa il suo esordio alla prima giornata il 25 agosto contro la Virtus Francavilla e segna il suo primo gol in campionato nella giornata successiva tra le mura amiche contro la Cavese, partita finita con il punteggio di 5-1 a favore della Reggina.
Il 28 settembre 2020 firma per il Perugia. Con gli umbri disputa una stagione e mezzo, giocando in totale 38 gare e riuscendo anche ad esordire in Serie B il 21 agosto 2021, nella vittoria per 1-0 contro il Pordenone.
Il 13 gennaio 2022 passa a titolo definitivo al Catanzaro, in Serie C. In campionato totalizza 23 presenze, siglando 3 gol, contro Picerno, Monterosi e Vibonese. Ai playoff gioca tutte le partite, siglando il gol del vantaggio del Catanzaro contro il Padova nella semifinale di ritorno, persa poi 2-1. Nel 2023 la squadra vince il campionato con cinque giornate d'anticipo, ritornando in Serie B dopo 17 anni.
Il 18 luglio 2024 viene ingaggiato a titolo definitivo dall'Avellino, di nuovo in Serie C, con cui sigla un contratto quadriennale.

### Nazionale
Ha fatto parte delle nazionali Under-19 e Under-21 greche, giocando con tutte e due le selezioni solo partite amichevoli, con la prima 8 presenze e 1 gol tra il 2012 ed il 2013, con la seconda 3 presenze nel 2015.

## Statistiche

### Presenze e reti nei club
Statistiche aggiornate al 10 maggio 2025.
| Stagione              | Squadra               | Campionato            | Campionato | Campionato | Coppe nazionali | Coppe nazionali | Coppe nazionali | Coppe continentali | Coppe continentali | Coppe continentali | Altre coppe | Altre coppe | Altre coppe | Totale | Totale | Totale |
| Stagione              | Squadra               | Comp                  | Pres       | Reti       | Comp            | Pres            | Reti            | Comp               | Pres               | Reti               | Comp        | Pres        | Reti        | Pres   | Reti   |        |
| --------------------- | --------------------- | --------------------- | ---------- | ---------- | --------------- | --------------- | --------------- | ------------------ | ------------------ | ------------------ | ----------- | ----------- | ----------- | ------ | ------ | ------ |
| 2012-2013             | Arīs Salonicco        | SL                    | 18         | 1          | CG              | 2               | 1               | -                  | -                  | -                  | -           | -           | -           | 20     | 2      |        |
| 2013-2014             | Arīs Salonicco        | SL                    | 18         | 0          | CG              | 2               | 0               | -                  | -                  | -                  | -           | -           | -           | 20     | 0      |        |
| Totale Aris Salonicco | Totale Aris Salonicco | Totale Aris Salonicco | 36         | 1          |                 | 4               | 1               |                    | -                  | -                  |             | -           | -           | 40     | 2      |        |
| gen.-giu. 2016        | Apollōn Smyrnīs       | FL                    | 13         | 0          | CG              | -               | -               | -                  | -                  | -                  | -           | -           | -           | 13     | 0      |        |
| 2016-2017             | Monopoli              | LP                    | 26         | 0          | CI-LP           | 2               | 0               | -                  | -                  | -                  | -           | -           | -           | 28     | 0      |        |
| 2017-2018             | Monopoli              | C                     | 34+1       | 3          | CI-C            | 2               | 0               | -                  | -                  | -                  | -           | -           | -           | 37     | 3      |        |
| 2018-2019             | Monopoli              | C                     | 24         | 1          | CI+CI-C         | 2+0             | 0               | -                  | -                  | -                  | -           | -           | -           | 26     | 1      |        |
| Totale Monopoli       | Totale Monopoli       | Totale Monopoli       | 84+1       | 4          |                 | 6               | 0               |                    | -                  | -                  |             | -           | -           | 91     | 4      |        |
| 2019-2020             | Reggina               | C                     | 22         | 2          | CI              | 2               | 1               | -                  | -                  | -                  | -           | -           | -           | 24     | 3      |        |
| 2020-2021             | Perugia               | C                     | 36         | 0          | CI              | 2               | 0               | -                  | -                  | -                  | SC-C        | 1           | 0           | 39     | 0      |        |
| 2021-gen. 2022        | Perugia               | B                     | 2          | 0          | CI              | 0               | 0               | -                  | -                  | -                  | -           | -           | -           | 2      | 0      |        |
| Totale Perugia        | Totale Perugia        | Totale Perugia        | 38         | 0          |                 | 2               | 0               |                    | -                  | -                  |             | 1           | 0           | 41     | 0      |        |
| gen.-giu. 2022        | Catanzaro             | C                     | 16+4       | 3+1        | CI-C            | 1               | 0               | -                  | -                  | -                  | -           | -           | -           | 21     | 4      |        |
| 2022-2023             | Catanzaro             | C                     | 32         | 8          | CI+CI-C         | 1+0             | 0               | -                  | -                  | -                  | SC-C        | 2           | 0           | 35     | 8      |        |
| 2023-2024             | Catanzaro             | B                     | 32+3       | 3          | CI              | 2               | 0               | -                  | -                  | -                  | -           | -           | -           | 37     | 3      |        |
| Totale Catanzaro      | Totale Catanzaro      | Totale Catanzaro      | 87         | 15         |                 | 4               | 0               |                    | -                  | -                  |             | 2           | 0           | 93     | 15     |        |
| 2024-2025             | Avellino              | C                     | 33         | 8          | CI+CI-C         | 2+2             | 0               | -                  | -                  | -                  | SC-C        | 2           | 0           | 39     | 8      |        |
| Totale carriera       | Totale carriera       | Totale carriera       | 316        | 30         |                 | 22              | 2               |                    | -                  | -                  |             | 5           | 0           | 343    | 32     |        |

## Palmarès

### Club

#### Competizioni nazionali
- Serie C: 4

Reggina: 2019-2020 (girone C)
Perugia: 2020-2021 (girone B)
Catanzaro: 2022-2023 (girone C)
Avellino: 2024-2025 (girone C)
- Supercoppa Serie C: 1

Catanzaro: 2023